# قائمة أنواع الورد
يوجد عدة أنواع من جنس الورد:

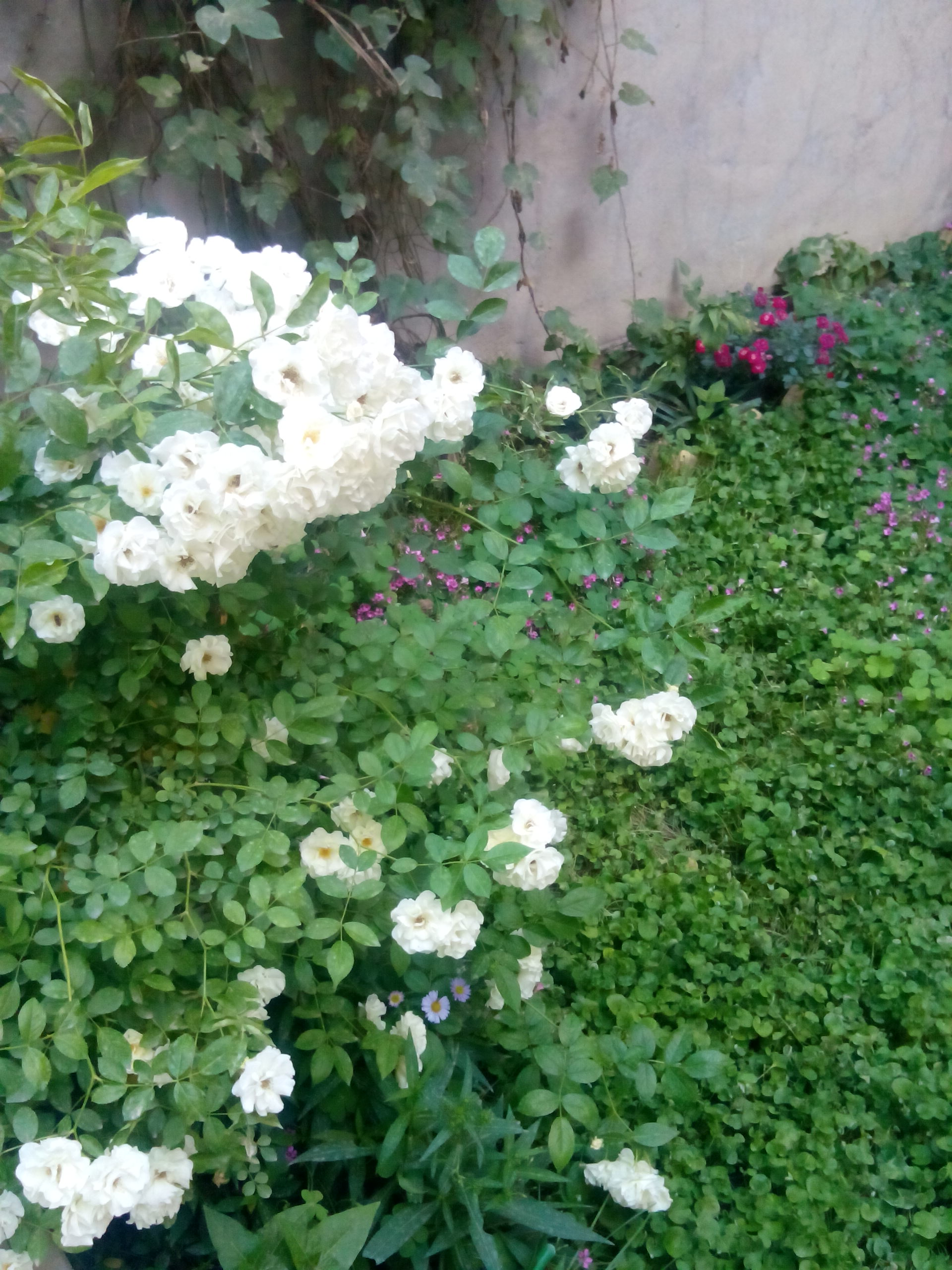
ورد أبيض في حديقة منزلية

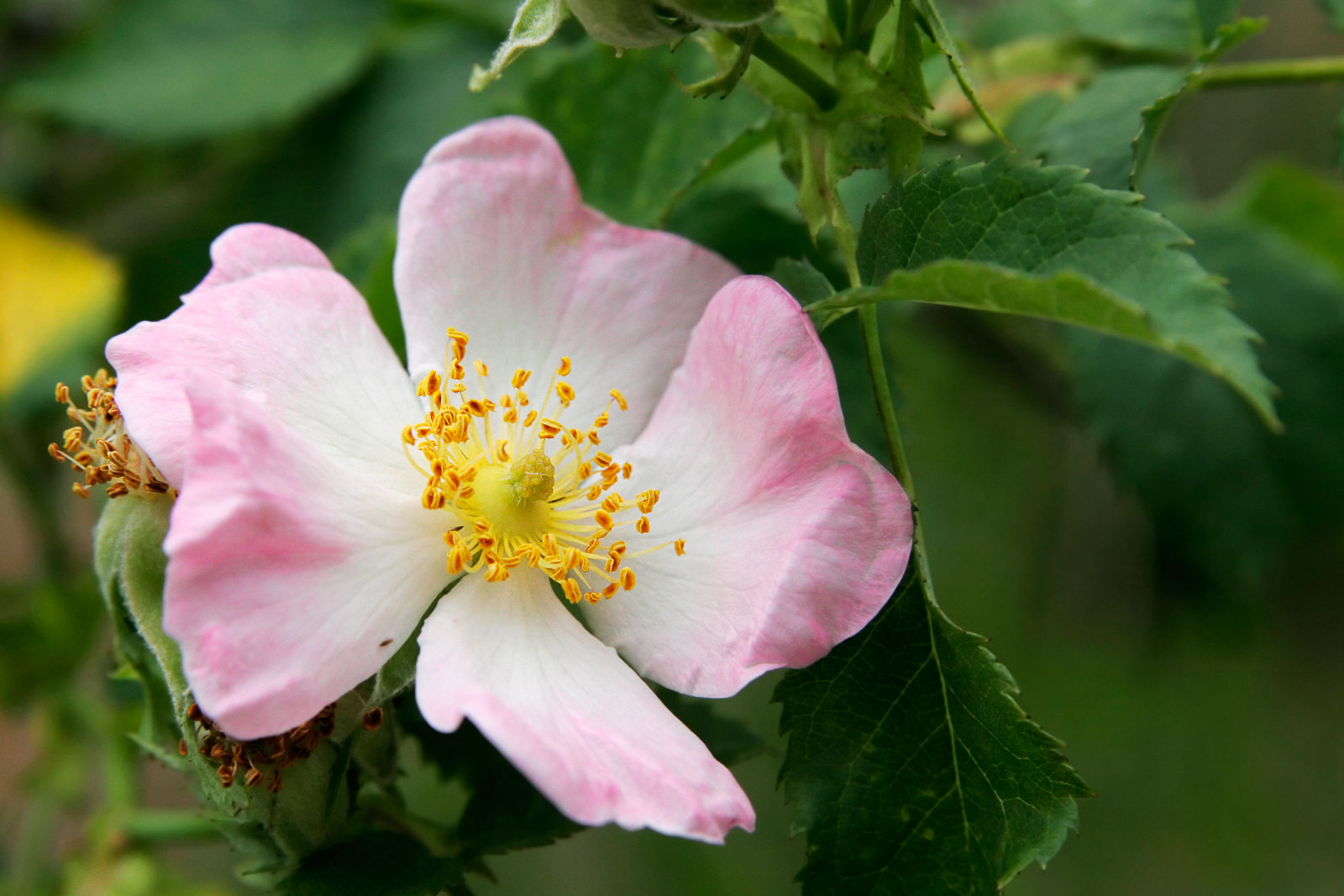
نسرين أو ورد الكلاب

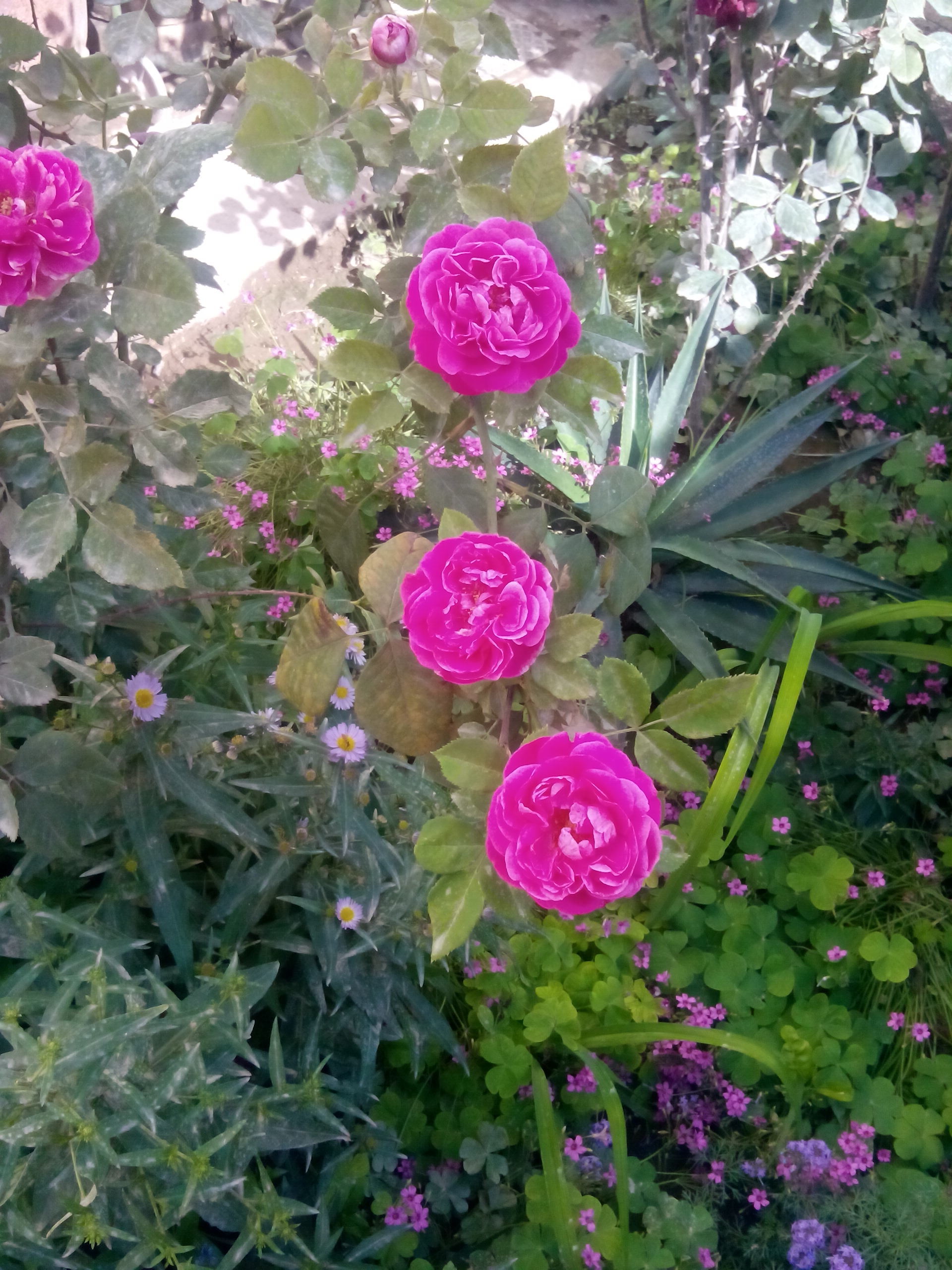
ورد جوري

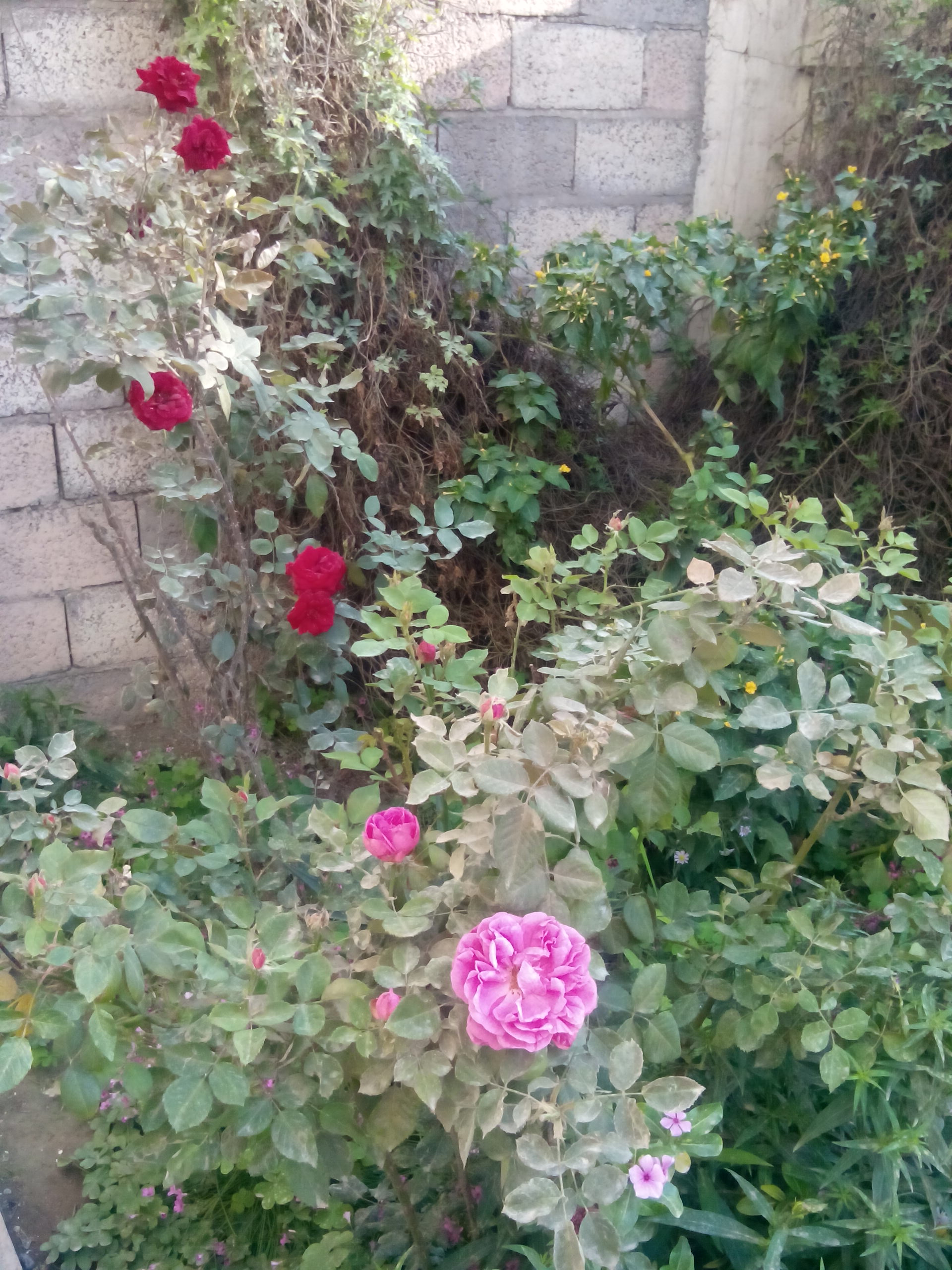
ورد جوري أحمر في حديقة منزلية

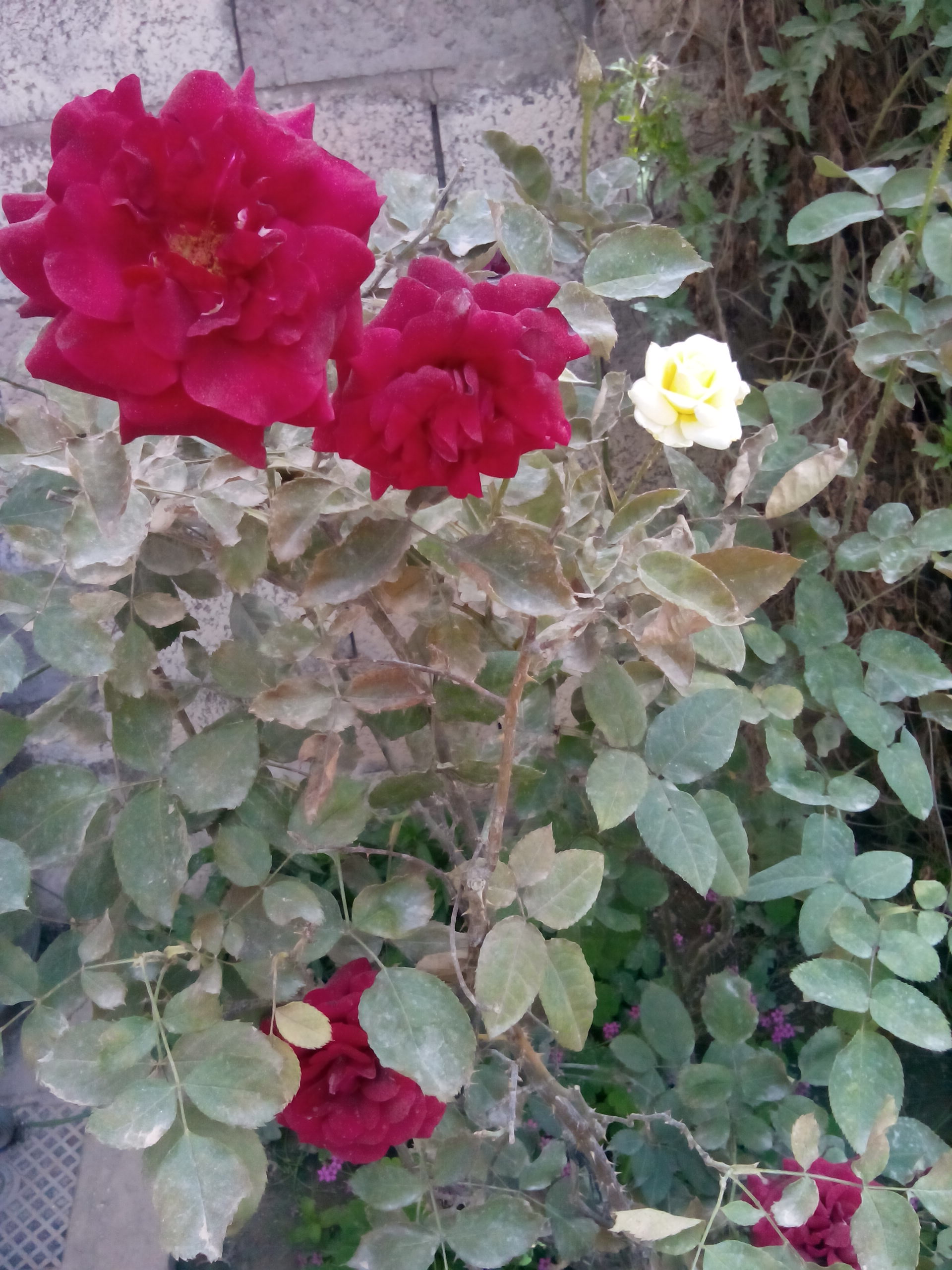
ورد جوري اصفر واحمر في حديقة منزلية

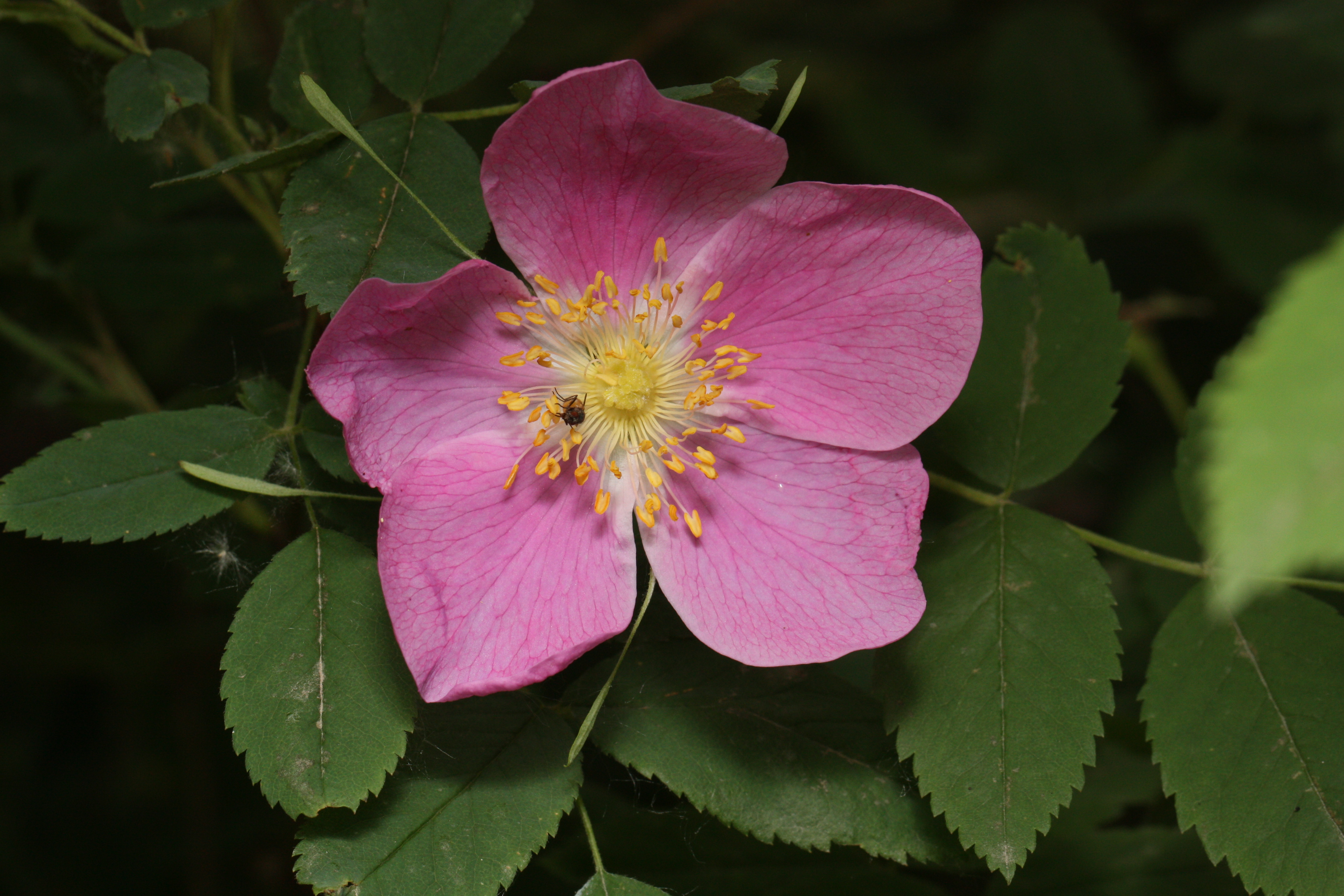
ورد إبري

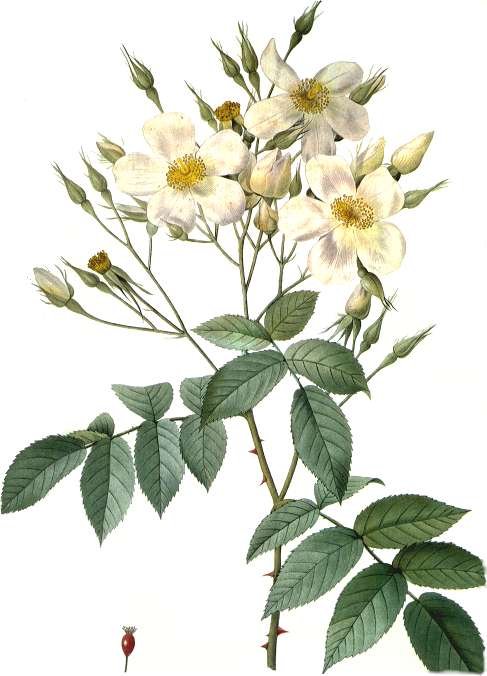
ورد مسكي

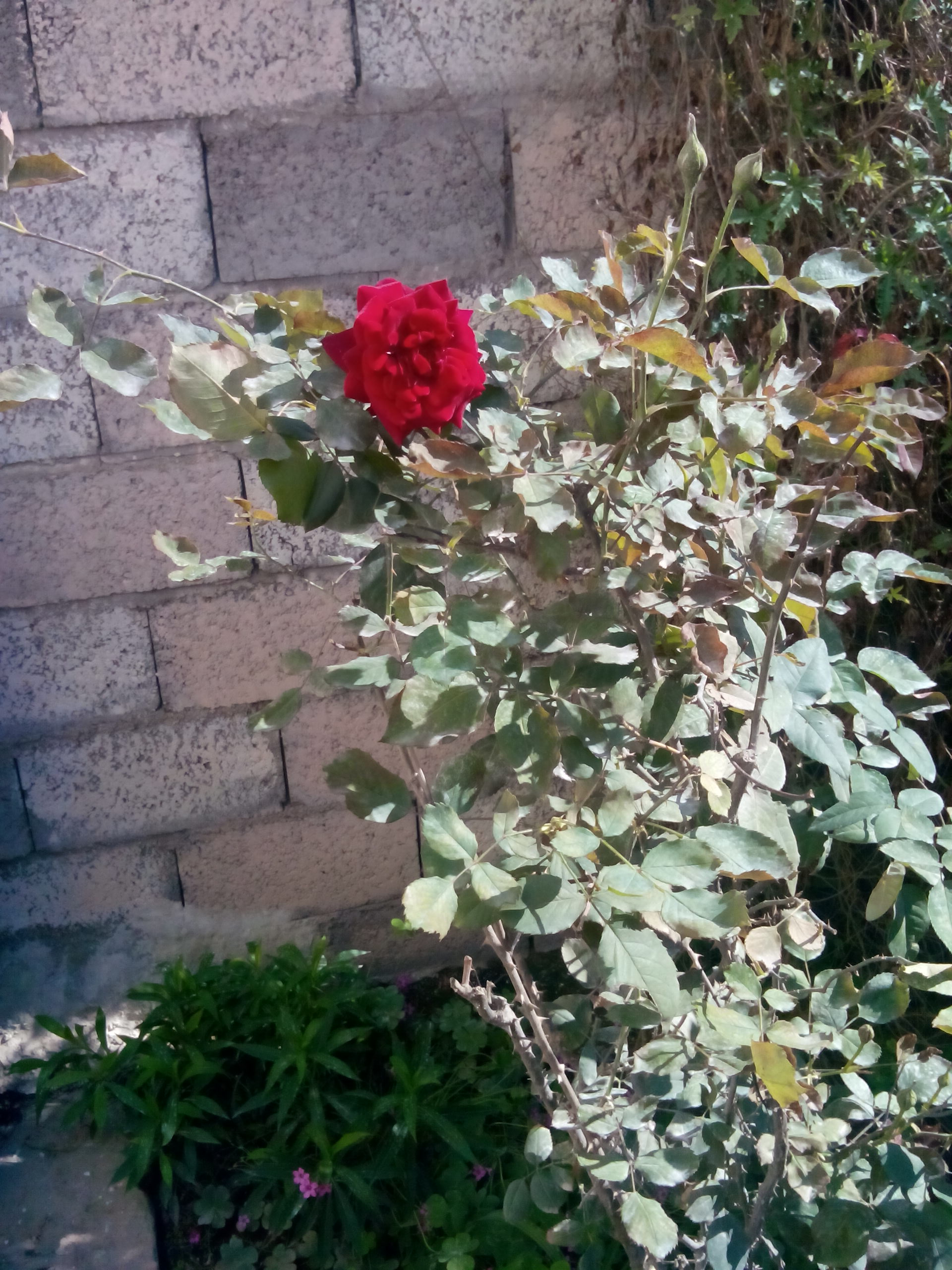
وردة جوري حمراء

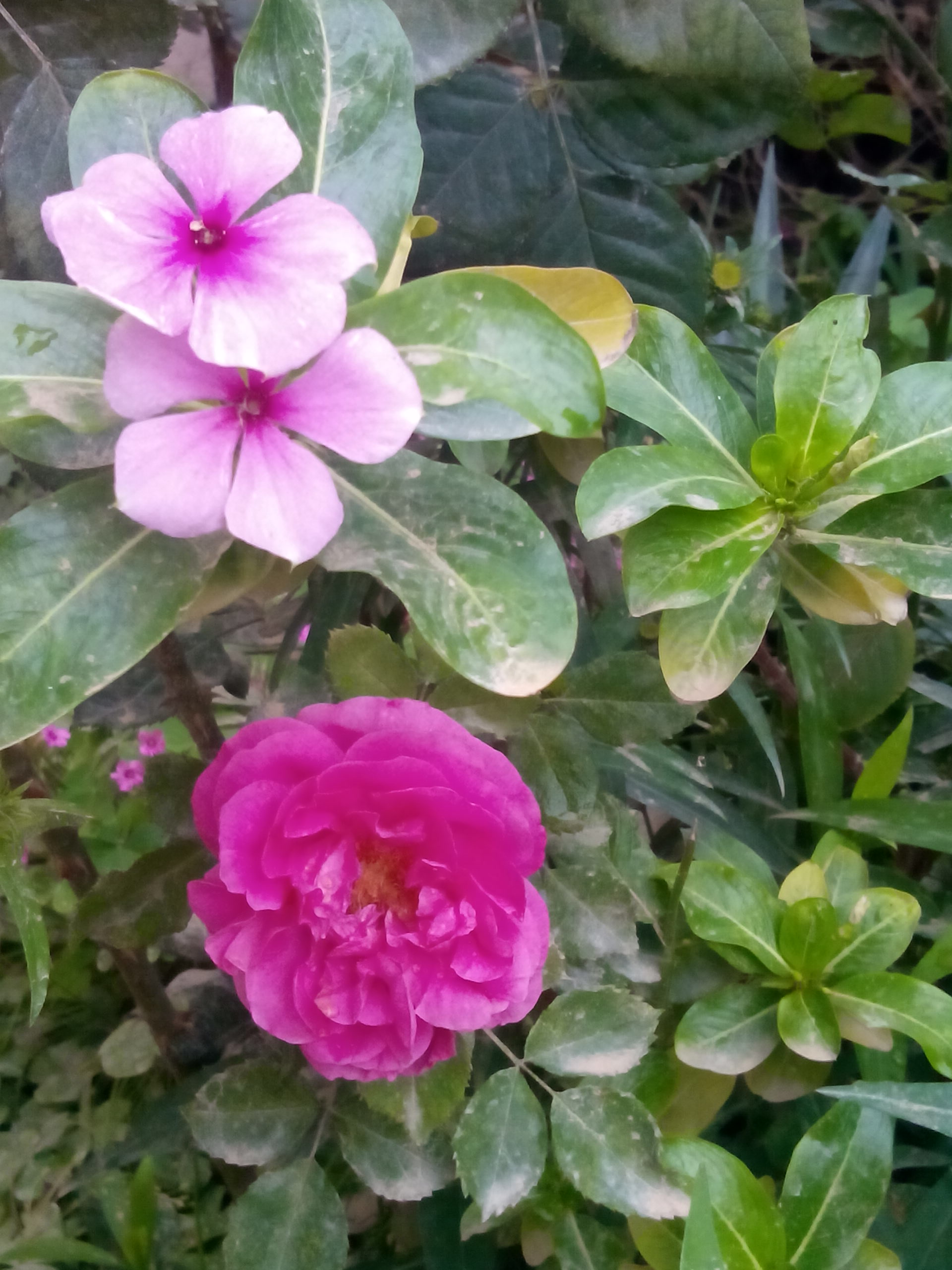
وردة جوري

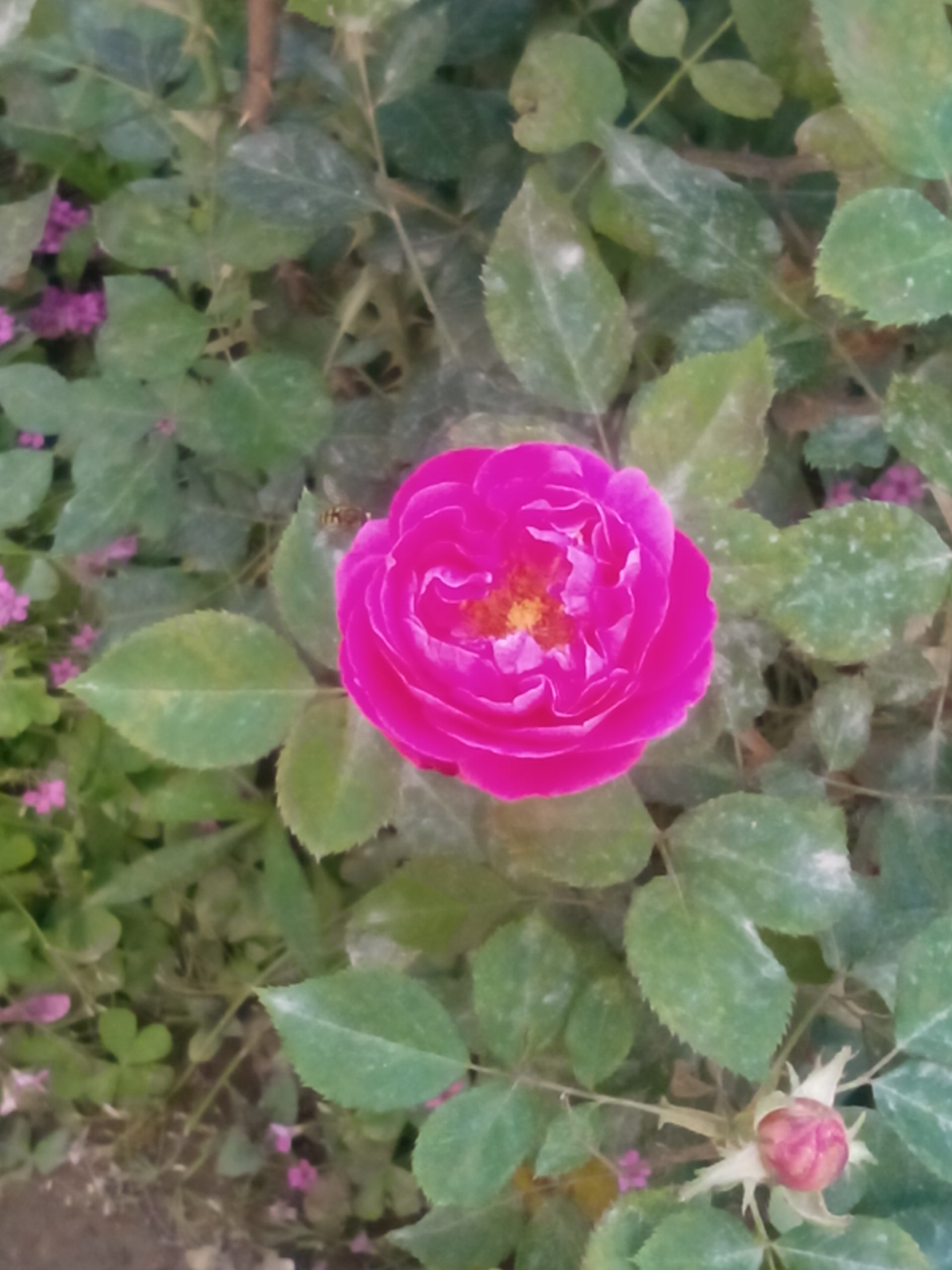
وردة جوري حمراء

- ورد إبري (الاسم العلمي:Rosa acicularis)
- ورد أبوطاليبوفي (الاسم العلمي:Rosa abutalybovii)
- ورد أبيض (الاسم العلمي:Rosa alba)
- ورد أجرد الأوراق (الاسم العلمي:Rosa glabrifolia)
- ورد أحادي الزهرة (الاسم العلمي:Rosa uniflora)
- ورد أزرق (الاسم العلمي:Rosa glauca)
- ورد أشبوري (الاسم العلمي:Rosa achburensis)
- ورد أصفر (الاسم العلمي:Rosa xanthina)
- ورد ألابوغي (الاسم العلمي:Rosa alabukensis)
- ورد ألبرتي (الاسم العلمي:Rosa albertii)
- ورد الكلاب (الاسم العلمي:Rosa canina)
- ورد أليكسينكوي (الاسم العلمي:Rosa alexeenkoi)
- ورد أهلب (الاسم العلمي:Rosa hirsuta)
- ورد إهليلجي (الاسم العلمي:Rosa elliptica)
- ورد أيار (الاسم العلمي:Rosa majalis)
- ورد إيبيري (الاسم العلمي:Rosa iberica)
- ورد بلسمي (الاسم العلمي:Rosa balsamica)
- ورد بواسييه (الاسم العلمي:Rosa boissieri)
- ورد بوبوفي (الاسم العلمي:Rosa popovii)
- ورد تبتي (الاسم العلمي:Rosa tibetica)
- ورد ترانسيلفاني (الاسم العلمي:Rosa transsilvanica)
- ورد تركستاني (الاسم العلمي:Rosa turkestanica)
- ورد تركي (الاسم العلمي:Rosa turcica)
- ورد تشيني (الاسم العلمي:Rosa sinica)
- ورد تنوبي (الاسم العلمي:Rosa abietina)
- ورد توشتي (الاسم العلمي:Rosa tuschetica)
- ورد تيانشاني (الاسم العلمي:Rosa tianschanica)
- ورد ثلاثي الأوراق (الاسم العلمي:Rosa triphylla)
- ورد ثنائي الأسنان (الاسم العلمي:Rosa diplodonta)
- ورد جبلي (الاسم العلمي:Rosa montana)
- ورد جميل (الاسم العلمي:Rosa bella)
- ورد جوري (الاسم العلمي:Rosa damascena)
- ورد جونغدياني (الاسم العلمي:Rosa zhongdianensis)
- ورد حريري (الاسم العلمي:Rosa sericea)
- ورد حقلي (الاسم العلمي:Rosa arvensis)
- ورد خشن (الاسم العلمي:Rosa rugosa)
- ورد خنجري (الاسم العلمي:Rosa sicula)
- ورد خيطي الساق (الاسم العلمي:Rosa filipes)
- ورد داغستان العليا (الاسم العلمي:Rosa altidaghestanica)
- ورد داودي (الاسم العلمي:Rosa davidii)
- ورد دائم الخضرة (الاسم العلمي:Rosa sempervirens)
- ورد دغيلي (الاسم العلمي:Rosa dumetorum)
- ورد ذنبي (الاسم العلمي:Rosa caudata)
- ورد رخو (الاسم العلمي:Rosa mollis)
- ورد رمادي أزرق (الاسم العلمي:Rosa caesia)
- ورد روكسبوري (الاسم العلمي:Rosa roxburghii)
- ورد زاقاتالي (الاسم العلمي:Rosa zakatalensis)
- ورد زراماغي (الاسم العلمي:Rosa zaramagensis)
- ورد زواندي (الاسم العلمي:Rosa zuvandica)
- ورد سامح (الاسم العلمي:Rosa praetermissa)
- ورد سبخي (الاسم العلمي:Rosa palustris)
- ورد ذنبي (الاسم العلمي:Rosa caudata)
- ورد رخو (الاسم العلمي:Rosa mollis)
- ورد رمادي أزرق (الاسم العلمي:Rosa caesia)
- ورد روكسبوري (الاسم العلمي:Rosa roxburghii)
- ورد زاقاتالي (الاسم العلمي:Rosa zakatalensis)
- ورد زواندي (الاسم العلمي:Rosa zuvandica)
- ورد سامح (الاسم العلمي:Rosa praetermissa)
- ورد سبخي (الاسم العلمي:Rosa palustris)
- ورد سنمي (الاسم العلمي:Rosa cymosa)
- ورد شبه كلبي (الاسم العلمي:Rosa subcanina)
- ورد شبه منحدر (الاسم العلمي:Rosa subcollina)
- ورد شرقي (الاسم العلمي:Rosa orientalis)
- ورد شيراردي (الاسم العلمي:Rosa sherardii)
- ورد صغير الأسدية (الاسم العلمي:Rosa micrantha)
- ورد صغير الأوراق (الاسم العلمي:Rosa foliolosa)
- ورد صيني (الاسم العلمي:Rosa chinensis)
- ورد طويل الثمار (الاسم العلمي:Rosa dolichocarpa)
- ورد طويل السبلة (الاسم العلمي:Rosa longisepala)
- ورد عاري الثمرة (الاسم العلمي:Rosa gymnocarpa)
- ورد عديم الرائحة (الاسم العلمي:Rosa inodora)
- ورد عليقي (الاسم العلمي:Rosa rubus)
- ورد عملاق (الاسم العلمي:Rosa gigantea)
- ورد غدي الأوراق (الاسم العلمي:Rosa adenophylla)
- ورد غدي الفروع (الاسم العلمي:Rosa adenoclada)
- ورد غروي (الاسم العلمي:Rosa glutinosa)
- ورد فارسي (الاسم العلمي:Rosa persica)
- ورد فرجيني (الاسم العلمي:Rosa virginiana)
- ورد فرنسي (الاسم العلمي:Rosa gallica)
- ورد فينيقي (الاسم العلمي:Rosa phoenicia)
- ورد قزمي (الاسم العلمي:Rosa pygmaea)
- ورد قلمي (الاسم العلمي:Rosa stylosa)
- ورد قنابي (الاسم العلمي:Rosa bracteata)
- ورد كاروليني (الاسم العلمي:Rosa carolina)
- ورد كاليفورني (الاسم العلمي:Rosa californica)
- ورد كبير الأوراق (الاسم العلمي:Rosa macrophylla)
- ورد كثير الأشواك (الاسم العلمي:Rosa horrida)
- ورد كلسي (الاسم العلمي:Rosa calcarea)
- ورد كوري (الاسم العلمي:Rosa koreana)
- ورد كوماروفي (الاسم العلمي:Rosa komarovii)
- ورد لامع (الاسم العلمي:Rosa nitida)
- ورد لبدي (الاسم العلمي:Rosa tomentosa)
- ورد ليماني (الاسم العلمي:Rosa lehmanniana)
- ورد متعدد الأزهار (الاسم العلمي:Rosa multiflora)
- ورد متكور (الاسم العلمي:Rosa glomerata)
- ورد متهدل (الاسم العلمي:Rosa laxa)
- ورد مربع (الاسم العلمي:Rosa squarrosa)
- ورد مرجي (الاسم العلمي:Rosa agrestis)
- ورد مزدوج (الاسم العلمي:Rosa duplicata)
- ورد مسكي (الاسم العلمي:Rosa moschata)
- ورد مشطي (الاسم العلمي:Rosa corymbifera)
- ورد مغبر (الاسم العلمي:Rosa pulverulenta)
- ورد مفتوق الأوراق (الاسم العلمي:Rosa laciniatus)
- ورد مفلطح الأوراق (الاسم العلمي:Rosa obtusifolia)
- ورد منتن (الاسم العلمي:Rosa foetida)
- ورد ناعم (الاسم العلمي:Rosa laevigata)
- ورد نجمي (الاسم العلمي:Rosa stellata)
- ورد نحيل الأزهار (الاسم العلمي:Rosa graciliflora)
- ورد نصف كروي (الاسم العلمي:Rosa hemisphaerica)
- ورد نفلي (الاسم العلمي:Rosa lupulina)
- ورد نيبوني (الاسم العلمي:Rosa nipponensis)
- ورد هامشي (الاسم العلمي:Rosa marginata)
- ورد هلبي (الاسم العلمي:Rosa setigera)
- ورد هندي (الاسم العلمي:Rosa indica)
- ورد هنري (الاسم العلمي:Rosa henryi)
- ورد وبري (الاسم العلمي:Rosa villosa)
- ورد ويبياني (الاسم العلمي:Rosa webbiana)
- ورد ياقوتي (الاسم العلمي:Rosa rubiginosa)